# Haag
För andra betydelser, se Haag (olika betydelser).

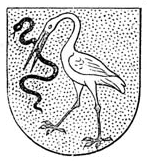
Haags stadsvapen

Haags stadsflagga.

Haag (nederländska: Den Haag (fil), eller officiellt 's-Gravenhage (fil)) är den administrativa huvudstaden i Nederländerna. Staden är belägen i sydvästra delen av Nederländerna i provinsen Zuid-Holland, i vilken den även är regioncentrum.  Med en befolkning på 506 000 (2013) (700 000 i storstadsområdet) och en yta på ungefär 100 km², är staden den tredje största i Nederländerna, efter Amsterdam och Rotterdam.
Haag hyser det nederländska parlamentets två kamrar: Eerste Kamer (”första kammaren”), eller Senaat och Tweede Kamer (”andra kammaren”). Även den nederländska kungen Willem Alexander har sitt säte i Haag. Alla utländska ambassader och statliga ministerier, såväl som Högsta Domstolen och många lobbyorganisationer återfinns i staden. Enligt Nederländernas konstitution är dock Amsterdam den officiella huvudstaden i landet.

## Historia

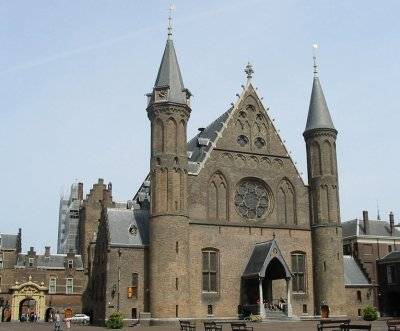
Binnenhof och Riddarnas hall, det politiska centret i Nederländerna.

Haag grundades år 1248 som ett slott av Vilhelm II, greve av Holland och Kung av Tyskland. Vilhelm II var tänkt att bli kejsare för Tysk-romerska riket. Han påbörjade konstitutionen i ett slott i en skog nära havet i Holland. Han ämnade även att leva där efter sin kronvigning men han kom att dö i strid innan sin kröning. Hans slott färdigställdes aldrig men delar av det står ännu kvar och kallas nu Ridderzaal (Riddarhallen). Den används ännu vid politiska evenemang såsom monarkens trontal.
Slottet kom sedan att utnyttjas som residens även av de holländska grevarna; Des Graven Hage betyder "Grevens hage". Det samhälle som växte upp kring slottet kom därför att få stor administrativ betydelse. De mäktiga holländska städerna, däribland Leiden, Delft och Dordrecht kom överens om att välja den då lilla och oviktiga staden Haag som sitt administrativa centrum. Detta ändrades aldrig och därför är Haag ännu i denna dag regeringscentrum men inte officiell huvudstad.
För att bibehålla Haag litet gavs staden inga stadsrättigheter, ej heller tilläts man bygga stadsmurar. När stadsmurar slutligen tilläts på 1500-talet beslöt befolkningen att använda pengarna till att bygga ett stadshus istället för en stadsmur. Detta visade sig vara ett katastrofalt beslut under det spansk-nederländska kriget då spanska trupper lätt ockuperade staden.
Haag gavs slutligen stadsrättigheter av Louis Bonaparte under hans regeringstid i Nederländerna år 1806, århundraden efter att andra holländska städer hade erhållit liknande rättigheter. Detta har lett till myten att Haag inte är en stad utan en by.
På grund av sin historia saknar staden ett stort historiskt stadscentrum likt dem som finns i de närliggande städerna Leiden och Delft. Men när regeringarna återigen började spela en mera betydande roll i Nederländerna efter 1850 expanderade staden Haag snabbt. De äldre delarna av staden är därför oftast från 1800-talet och tidigt 1900-tal.

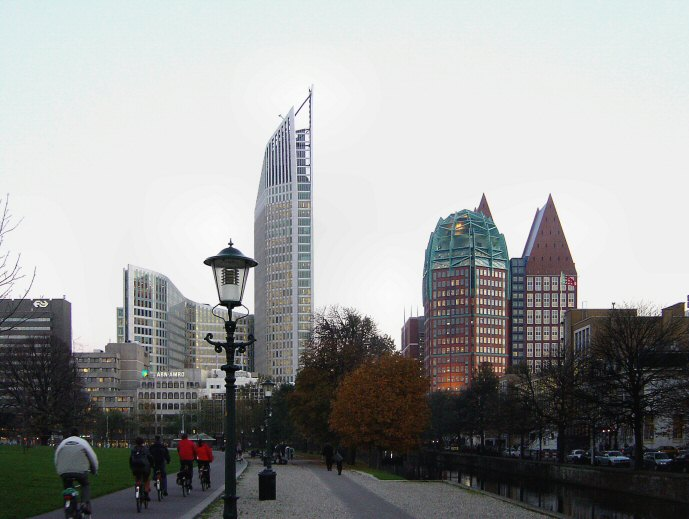
Vy över regerings- och affärsbyggnader vid Haags centralstation

Staden erhöll svåra skador under det andra världskriget. Atlantvallen byggdes rakt igenom staden, vilket ledde till att hela kvarter revs av de tyska ockupationsstyrkorna. Den 3 mars 1945 bombade Royal Air Force Bezuidenhout. Målet var V-2-raketuppskjutningsramper i en närliggande park. På grund av navigeringsfel föll bomberna på den tättbefolkade delen av staden och över 500 människor dog. Stadens skador kan ännu beskådas.
Efter kriget var Haag bland de största byggnadsområdena i Europa. Staden expanderade massivt mot sydväst och de förstörda områdena återuppbyggdes snabbt. Befolkningen toppade 550 000 omkring 1970.
På 1970-talet och 1980-talet flyttade de vita medelklassfamiljerna till närliggande samhällen såsom Voorburg, Leidschendam, Rijswijk och speciellt till Zoetermeer. Detta ledde till att staden är uppbyggd som en fattigare innerstad och mera förmögna förorter. Försök att inkludera delar av förorterna till Haag var mycket kontroversiella. Under 1990-talet, efter medgivande av det nederländska parlamentet, lyckades Haag införliva stora områden från dess närliggande städer. Nya bosättningsområden har idag byggts upp där.
Storken är symbol för Haag.

## Staden

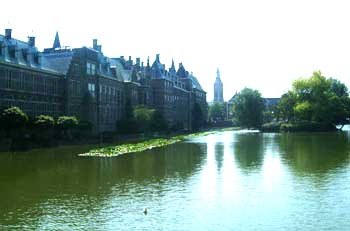
Hofvijver och det Nederländska parlamentets byggnader

Stadslivet koncentreras omkring parlamentskvarteren Hofvijver och Binnenhof.
Haags geografiska placering gör den till den största nederländska staden vid Nordsjön. Haag innefattar två distinkta kuststäder. Den huvudsakliga strandstadsdelen Scheveningen, som finns i stadens nordvästra del, är en populär destination för turister och unga. Med sina 10 miljoner besökare per år är det den mest populära strandstaden i Beneluxländerna. Det är kanske på grund av detta som så många människor, även nederländare, tror att Scheveningen är en självständig stad. Scheveningen är dock ett av Haags åtta distrikt ("stadsdelar"). Den andra strandnära kurorten i Haag, Kijkduin, är geografiskt placerad sydväst i staden Haag och är mycket mindre och drar till sig främst lokalbefolkning.
Den tidigare nederländska kolonin Nederländska Ostindien ("Nederlands-Indië", dagens Indonesien) har efterlämnat många spår efter sig i Haag. Många gator är benämnda efter platser i Nederländska Ostindien och det finns ett stort antal "Indisch(e)" eller "Indo" (det vill säga blandade holländsk-indonesiska) samhällen. Efter förlusten av de nederländska kolonierna i december 1949, kallar "Indisch(e)" eller "Indos" ofta Haag för 'fönstret till "Indië"'.
De äldre delarna av staden har vanligtvis karakteristiska breda och långa gator. Byggnaderna är vanligtvis låga höghus (inte mera än tre våningar) och dessa byggnader är ganska eleganta. Staden har planerats mera rymlig än andra nederländska städer. Det finns nästan inga kanaler alls i Haag, eftersom de flesta av dem dränerades på det sena 1800-talet.
Man kan hitta några av de mest rika, såväl som några av de mest fattiga områdena i Nederländerna i Haag. De rikare områdena är generellt belägna väster om Laan van Meerdervoort. De fattigare områdena kan hittas i de södra och östra delarna av staden. Denna uppdelning reflekteras i de lokala dialekterna: De mera välmående medborgarna kallas "Hagenaars" och talar "bekakt" (nederländska för "uppstoppad"). Detta kontrasteras av "Hagenezen", som talar "plat Haags" ("plat" betyder "platt" eller "vanlig"). Det förekommer vanligtvis lite interaktion mellan dessa grupper.

## Bilder
|  |  |  |

## Näringsliv
Yrkeslivet i staden präglas av att det stora antalet tjänstemän som är verksamma i staden. Detta beror på att det finns ett stort antal statliga ministerier och allmänna organisationer i Haag. Till detta kan tillföras ett flertal större företag samt internationella organisationer som har sina högkvarter i Haag.
- Royal Dutch Shell, ett företag i oljebranschen och ett av världens största företag
- KPN, Hollands nationella telefonoperatör (fasta och mobila enheter)
- AEGON, ett av världens ledande försäkringsbolag
- Nationale Nederlanden, ett försäkringsbolag som är del av ING Group (högkvarteret delas med Rotterdam)
- Royal TPG Post, den nationella post- och logistiktjänsten. Del av TNT N.V.

Det har aldrig funnits någon större basindustri i Haag såvida man inte räknar med fiskehamnen i Scheveningen.

## Internationella organisationer
Haag är hemvist för över 150 internationella juridiska organisationer, däribland Internationella Jugoslavientribunalen och den Internationella brottmålsdomstolen. Haag valdes till verksamhetsort till stor del på grund av sin rika historia i fråga om den internationella politiken.
Uttrycket "en stad för fred och rättvisa" myntades år 1899 för mer än 100 år sedan, när världens första fredskonferens hölls i staden. Denna följdes av en annan fredskonferens år 1907.
Som ett direkt resultat från dessa möten grundades den första världsorganisationen som skulle göra slut på internationella tvistemål: den Permanenta skiljedomstolen. Kort därefter lösgjorde den skotsk-amerikanska miljonären och filantropen Andrew Carnegie medel så att Fredspalatset kunde byggas.
Under de år som följde grundandet av Fredspalatset kom Haag att bli säte för den Permanenta Internationella rättsdomstolen, som ersattes av Internationella domstolen efter det andra världskriget.
År 1981 bildades Iran-USA-tribunalen, som ytterligare befäste Haags roll som ett centrum för internationell juridisk medling.
- Internationella krigsförbrytartribunalen för det forna Jugoslavien (ICTY)
- Organisationen för förbud mot kemiska vapen (OPCW)
- Internationella domstolen, som huserar i Fredspalatset (Vredespaleis, dess uppförande finansierades av Andrew Carnegie).
- Internationella brottmålsdomstolen (ICC).
- Europol, den europeiska polismyndigheten
- Haags internationella rättsakademi, centrum för högre utbildning i både allmän och privat internationell rätt.
- Den Permanenta skiljedomstolen, den äldsta institutionen för medling av internationella dispyter.
- Iran-USA-tribunalen
- Eurojust, EU-institution som består av nationella åklagare.
- The Carnegie Foundation
- Haagkonferensen för internationell privaträtt

## Nöjesliv
Haag är ingen stor partystad. Det nattliv som förekommer är centrerat till de tre större torgen i stadscentret: Plein ("Torget"), Grote Markt ("Stora marknadstorget") och Buitenhof ("Ytterhovet", som ligger bredvid Binnenhof, eller "Innerhovet"). Buitenhof kan stoltsera med den luxösa Pathé Buitenhof-biografen och en handfull pubar och restauranger i dess omedelbara närhet. Ett liknande utbud av nattlig underhållning omkring en biograf förekommer även i Scheveningen. Den drar dock mest besökare på sommaren. Den havsnära boulevarden med sina barer, restauranger och underhållning drar mest besökare.

## Kultur
Haag har ett stort antal sevärda museer och kulturella institutioner, däribland:
- Madurodam, som är en miniatyrstad i Haag som visar hur Nederländerna ser ut (utställningen fokuserar mest på arkitektur, infrastruktur och historia).
- Mauritshuis visar många målningar av Johannes Vermeer, Rembrandt van Rijn och Paulus Potter.
- Den Kungliga Teatern och Nationaal Toneel-gruppen kan hittas vid Korte Voorhout.
- Gemeentemuseum kan uppvisa en stor samling av bilder av den nederlämdske målaren Piet Mondriaan såväl som modern konst.
- Escher-museet återfinns vid det före detta kungliga palatset vid Lange Voorhout.
- Panorama Mesdag hyser en cylindrisk panoramamålning som är 14 meter hög x 120 meter lång, och som föreställer Haag och Scheveningen under 1800-talet. Konstnär är Hendrik Willem Mesdag. Den visas på ett sådant sätt att det känns som om man tittar på en äkta scen istället för en målning.
- Louis Couperus-museet är tillägnat den store författarens liv och verk.
- Museet Beelden aan Zee har en stor samling skulpturer, huvudsakligen från 1900-talets konstnärer.
- Museon är ett vetenskapsmuseum.
- Congresgebouw hyste den årliga North Sea Jazz Festival. Sedan 2006 arrangeras festivalen dock i Rotterdam.
- Amare-byggnaden hyser den hyllade Nederlands Dans Theatre, eller NDT, ett modern dans-ensemble.
- Kommunikationsmuseet (tidigare kallat PTT Museum)
- Louwman Museum är ett bilmuseum.

## Sport
Det lokala fotbollslaget ADO Den Haag spelar i Nederländernas högstadivision.

## Årliga händelser
- Augusti: HaSchiBa - multikulturell festival
- Sommar: en serie av fyrverkerier varje vecka och en vecka hålls en internationell fyrverkerifestival
- Koninginnedag (Drottningens dag) 30 april, är den förra drottningen Julianas födelsedag. Eftersom hon ansåg att hennes egen födelsedag i januari var för kall för att firas. När Drottning Beatrix övertog tronen fortsatte hon traditionen med Drottningens dag, den 30 april.
- Koninginnenach (Drottningens natt, uttalad på 'plat Haags'-dialekt) är natten före Drottningens dag och är en natt med många friluftskonserter och då hela innerstan fylls med besökare. Det serveras även en hel del öl vilket gör evenemanget populärt bland ungdomen
- Prinsjesdag (Prinsens dag), den statliga öppningen av parlamentet hålls även den i Haag, den tredje tisdagen i september. Dagen är huvudsakligen populär bland monarkister och turister som vill se drottning Beatrix' hästdragna gyllene vagn.
- 'Parkpop' är den största gratis friluftskonserten i Europa och hålls den sista söndagen i juni.
- Pasar Malam Besar: den största eurasiska festivalen i världen.

## Transport
Lokaltrafiken i Haag består av ett stort antal spårvagns- och busslinjer som sköts av Haagsche Tramwegmaatschappij, eller HTM. Planer för en tunnelbana skrinlades i början på 1970-talet. Trots detta finns det sedan år 2004 en tunnel med två tunnelbanestationer (Spui och Grote Markt) i stadscentret; den delas med spårvagnslinjerna 2, 3 och 6.
Ett regionalt spårvagnssystem som kallas Randstadrail  är under konstruktion, och skall förbinda städerna Haag, Rotterdam, Zoetermeer med förorter.
Det finns två huvudjärnvägsstationer: Den Haag Hollands Spoor och Den Haag Centraal. Det är något förvirrande att många tåg passerar centralstationen utan att stanna; detta beror på att slutstationen. Thalys Paris - Amsterdam stannar vid Den Haag Hollands Spoor. Den Haag Centraal förbinder Haag med de större städerna i Nederländerna, ofta med direktförbindelse.
Den närmsta flygplatsen är Rotterdam-Haags flygplats, men denna är inte lätt att nå med kollektivtrafik. Med sina fyra direkttåg per timme från Hollands Spoor eller Centraal till Amsterdams flygplats Amsterdam-Schiphols flygplats, väljer de flesta resenärer från Haag att flyga från Amsterdam-Schiphols flygplats.
Vid Haag går det några motorvägar som förbinder staden med bland annat Amsterdam och Rotterdam. Större motorvägar nära Haag är A12 (som också var den första motorvägen i Nederländerna), som går till Utrecht och vidare till den tyska gränsen. A4, förbinder Amsterdam, Haag och Rotterdam med de belgiska städerna Antwerpen och Bryssel.

## Berömda personligheter från Haag

### Politiker
- Willem Drees - före detta premiärminister
- Gaspar Fagel - statsman på 1600-talet
- Jaap de Hoop Scheffer - Generalsekreterare för NATO
- Wim Deetman - före detta talman för det holländska parlamentet. Borgmästare i Haag 1996–2007.
- Jozias van Aartsen - före detta utrikesminister
- Ronald Plasterk - utbildningsminister

Se även: Lista över borgmästare i Haag

### Kungligheter (enbart egentliga regenter)
- Prins Vilhelm V av Holland, (Vilhelm I av Bayern)
- Kung Vilhelm I
- Kung Vilhelm II
- Drottning Wilhelmina
- Drottning Juliana

### Kulturpersonligheter
- Anouk Teeuwe - sångerska
- Sjaak Bral - författare och komiker
- Ferdinand Bordewijk - författare
- Louis Couperus - författare
- Wieteke van Dort - skådespelerska, sångerska
- Golden Earring - musikgrupp
- Gruppo Sportivo - musikgrupp
- Kane - musikgrupp
- Di-rect - musikgrupp
- Constantijn Huygens - Poet
- Paul Verhoeven - filmregissör
- Theo Jansen - konstnär
- Harrie Jekkers - sångerska
- Van Kooten en De Bie - humorist
- Shocking Blue - musikgrupp, berömd för sin sång "Venus".
- Remco Campert - författare
- Simon Carmiggelt - författare
- Bart Chabot - poet
- Hendrik Berlage - arkitekt
- Egon von Vietinghoff - konstnär och författare
- Adrianus Bogaers - skald

### Sportpersoner
- Den dubble förre tränaren för Nederländernas herrlandslag i fotboll, Dick Advocaat
- Den fyrfaldige Embassy / Lakeside-dartmästaren Raymond van Barneveld
- 1992 års olympiske mästare (10 km skridsko) Bart Veldkamp
- 1964 års olympiska mästare (simning) och ordförande för Hollands olympiska kommitté 2003-2010 Erica Terpstra
- Peter Blangé. En av de främsta spelarna i det nederländska volleybollaget som vann guldmedaljen i 1996 års olympiska spel i Atlanta.
- Michael Boogerd - cyklist
- Aad Mansveld - fotbollsspelare
- Ties Kruize - hockey international
- Alex Lely, kallad "The Plague from The Hague" - Poolspelare. 2003 World Pool Masters-mästare, rankad nr 2 i Europa.

### Övriga
- Erwin Krol - meteorolog
- Christiaan Huygens - 1600-talsastronom, fysiker, matematiker. Medlem av Royal Society, uppfinnare av pendelklockan och fickuret.
- Jan Tinbergen - ekonom, vann Nobels ekonomipris år 1969
- Peter Timofeeff - meteorolog

## Befolkningsutveckling
| Årtal . | Befolkning |
| 1796    | 41 300     |
| 1830    | 56 100     |
| 1849    | 63 600     |
| 1879    | 113 500    |
| 1899    | 206 000    |
| 1925    | 394 500    |
| 1970    | 550 000    |
| 1990    | 441 327    |
| 2000    | 441 097    |
| 2004    | 469 568    |

## Stadsdelar
| Haag har åtta officiella stadsdelar (stadsdelen): - Centrum - Escamp - Rustenburg-Oostbroek - Haagse Hout - Benoordenhout - Bezuidenhout (se även V-2) - Haagse Bos - Marlot - Mariahoeve - Laak - Laakkwartier - Leidschenveen-Ypenburg - Loosduinen - Waldeck - Kraayenstein - Loosduinen | - Scheveningen - Scheveningen - Duinoord - Statenkwartier - Belgisch Park - Segbroek - Bomen- en Bloemenbuurt - Regentessekwartier - Valkenboskwartier - Vogelwijk - Vruchtenbuurt |

## Närliggande städer
| - Delft - Leiden - Leidschendam - Rijswijk - Rotterdam | - Voorburg - Voorschoten - Wassenaar - Wateringen - Zoetermeer |  |